# Farní sbor Českobratrské církve evangelické v Praze 6 – Dejvice
Farní sbor Českobratrské církve evangelické v Praze 6 – Dejvice je sborem Českobratrské církve evangelické v Praze. Sbor spadá pod Pražský seniorát.
Sbor byl ustaven jako samostatný roku 1965.
Faráři sboru jsou Alexandra Jacobea a Magdaléna Trgalová, kurátorem sboru je Petr Hejl.

## Modlitebna
Sbor dříve sídlil ve Wuchterlově ulici v Dejvicích, v květnu 1997 se konaly první bohoslužby v nové modlitebně v ulici Dr. Zikmunda Wintra (tato adresa je již v Bubenči). Modlitebna je pod úrovní chodníku. Má devět oken, do kterých Hanuš Härtel navrhl devět vitráží podle devíti druhů „ovoce Ducha svatého“. Vitráže vytvořili skláři Miloslav Štědra a Jan Pánek, nová okna byla instalována na konci roku 1999.

## Faráři sboru
- Jan Čapek (1965–1971)
- Miloš Rejchrt (1990–1997)
- Miloslav Nekvasil (1994–1998)
- Petr Hudec (1998–2015)
- Abigail Hudcová (1998–2015)
- Lenka Ridzoňová (2015–2016)
- Pavel Ruml (2016–2021)
- Magdaléna Trgalová (2016–)
- Alexandra Jacobea (2021–)